# Paszenki
Paszenki – wieś w Polsce położona w województwie lubelskim, w powiecie parczewskim, w gminie Jabłoń.
Wieś posiadał w 1673 roku starościc lubelski Mikołaj Andrzej Firlej, leżała w ziemi mielnickiej województwa podlaskiego w 1795 roku. W latach 1975–1998 miejscowość administracyjnie należała do województwa bialskopodlaskiego.
Wieś stanowi sołectwo w gminie Jabłoń. Według Narodowego Spisu Powszechnego z roku 2011 wieś liczyła 421 mieszkańców.
Miejscowość jest siedzibą rzymskokatolickiej parafii Trójcy Świętej z zabytkowym kościołem Trójcy Świętej, wzniesionym w XVIII w. jako cerkiew unicka. We wsi znajduje się cmentarz żołnierzy Armii Radzieckiej.